# Банківська система України
Ба́нківська систе́ма Украї́ни — це складова економічної системи держави, що охоплює Національний банк України; інші банки (резиденти та нерезиденти, зареєстровані у встановленому законодавством порядку на території України); небанківські фінансові установи, виключною діяльністю яких є прийняття вкладів, розміщення кредитів або ведення рахунків клієнтів; Фонд гарантування вкладів фізичних осіб; банківську інфраструктуру, а також зв'язки та взаємини між ними.
Сьогодні банківська система України — це один із найрозвинутіших елементів господарського механізму, оскільки її реформування було розпочате раніше за інші сектори економіки, що визначалося ключовою роллю банків при вирішенні завдань переходу до ринку.

## Історія розвитку української банківської системи
Про історію банків на теренах України до 1991 року див [Архівовано 26 лютого 2022 у Wayback Machine.].

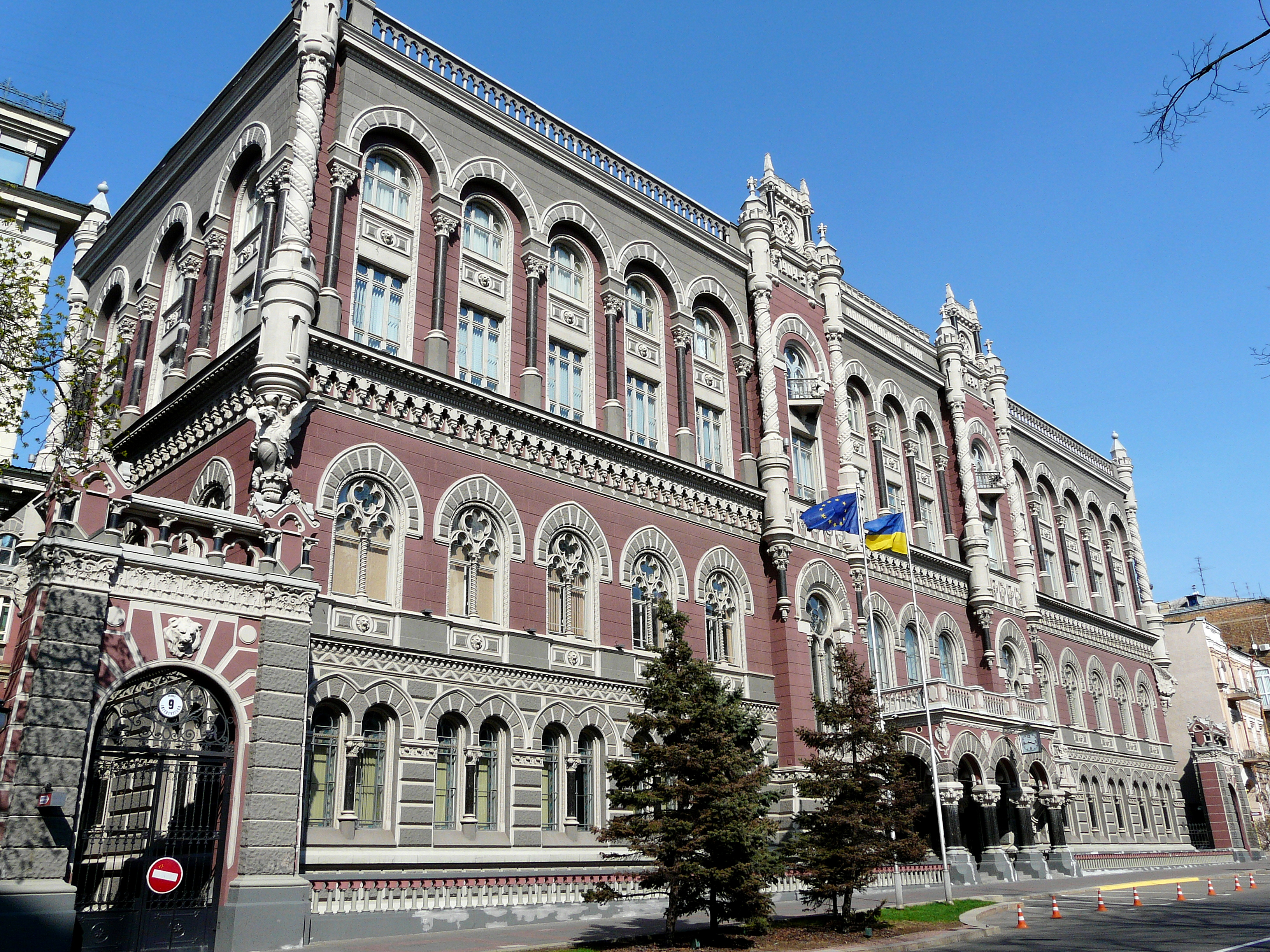

Законодавче забезпечення функціонування банківської системи України було започатковане з прийняттям у 1991 році Закону Української РСР «Про банки та банківську діяльність» [Архівовано 29 березня 2017 у Wayback Machine.]. Але фактично діяльність комерційних банківських установ на території України почалась раніше. Умовно можна виділити декілька етапів створення та розвитку національної банківської системи.
- 1988 .. 1990 рр. — створення прототипу системи українських комерційних банків у складі банківської системи СРСР.
- 1991 р. .. І півріччя 1992 р. — перереєстрація українських комерційних банків та початок формування банківської системи України як незалежної держави.
- II півріччя 1992 р. .. 1993 р. — розвиток банківської системи України на етапі становлення економічного і політичного суверенітету.
- 1994 .. 1996 рр. — розвиток банківської системи на першому етапі реалізації курсу економічних реформ монетарними методами.
- 1997 .. 1998 рр. — розвиток банківської системи в умовах поглиблення фінансово-економічної кризи, поступового переходу до поєднання монетарних методів управління економікою із заходами щодо її структурного реформування.
- 1999 .. 2008 — розвиток банківської системи в умовах реструктуризації економіки, падіння прибутковості банківських операцій, збільшення та консолідації капіталу банків.

У банківській системі до 2008 року спостерігалися позитивні тенденції, вона набуває ринкового типу, в державі реєструються іноземні банки та їхні представництва, відбувається зміна акціонерів шляхом продажу і перепродажу банків, а також здійснюється реєстрація нових банків.
Після виходу з кризи система функціонувала в умовах достатньо стабільної ліквідності, проте частка іноземного капіталу в банках зменшувалася.
Політична та військова нестабільність 2014 року негативно вплинула на банківську систему: стався значний відтік клієнтських коштів, якість клієнтського портфеля впала. Ліквідність та платоспроможність системи перебувають під тиском. Кількість неплатоспроможних банків істотно зросла в час, коли криза платіжного балансу трансформувалась у банківську та боргову кризу.
В умовах російсько-української війни на банківський сектор впливає депресія економічної активності і погіршення стану державних фінансів; як результат — напруга на грошово-кредитному ринку, зниження довіри до банківської системи та національної валюти. Фактори кризи: значне падіння ВВП — 7,5 % у 2014 році, девальвація гривні — 100 %, споживча інфляція — 24,9 %, втрата третини депозитів у банках. У результаті міжнародні резерви країни знизились до найнижчого за 11 років рівня — 7,533 млрд доларів.
Наприкінці 2015 року стан банківського ринку почав покращуватися і на початку 2016 ліквідність всієї системи досягла найвищого показника у 100 млрд грн.
Кінець 2016 року відзначився націоналізацією ПриватБанку — істотною подією для всієї економіки. Всього ж, за підсумками 2016 року, система отримала рекордний збиток у 159 млрд грн.
У березні 2017 року було ухвалене рішення заборонити банкам з російським капіталом виводити кошти за межі України на користь пов'язаних осіб.
| Валюта          | 2005 | 2006 | 2007 | 2008 | 2009 | 2010 | 2011 | 2012 | 2013 | 2014 | 2015 | 2016 | 2017 | 2018 |
| --------------- | ---- | ---- | ---- | ---- | ---- | ---- | ---- | ---- | ---- | ---- | ---- | ---- | ---- | ---- |
| Гривня          | 8,5  | 7,6  | 8,2  | 9,9  | 14,0 | 10,3 | 8,1  | 13,4 | 10,9 | 11,9 | 13,0 | 11,4 | 9,1  | 12,1 |
| Іноземна валюта | 6,8  | 5,8  | 5,8  | 5,4  | 9,2  | 7,9  | 5,5  | 5,7  | 5,9  | 6,7  | 6,7  | 4,7  | 3,2  | 2,4  |

## Механізм

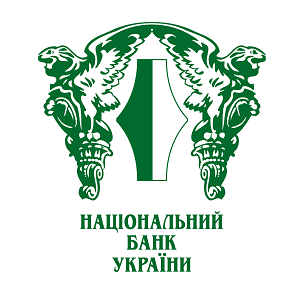

Поряд із законодавчо визначеною структурою банківської системи як дворівневої (Центральний банк / комерційні банки), в сучасних умовах поряд із рівнями доцільно говорити про наступні елементи банківської системи України:

#### Національний банк України
НБУ є центральним банком України, особливим центральним органом державного управління.
Відповідно до Конституції України основною функцією Національного банку є забезпечення стабільності грошової одиниці України.
Національний банк у межах своїх повноважень сприяє стабільності банківської системи.
НБУ визначає та проводить грошово-кредитну політику, монопольно здійснює емісію гривні та організовує готівковий грошовий обіг, виступає кредитором останньої інстанції для банків і організує систему рефінансування та ін.

#### Фонд гарантування вкладів фізичних осіб
ФГВФО є установою, що виконує спеціальні функції у сфері гарантування вкладів фізичних осіб та виведення неплатоспроможних банків з ринку. Основним завданням Фонду є забезпечення функціонування системи гарантування вкладів фізичних осіб та виведення неплатоспроможних банків з ринку. Фактично — другий регулятор на банківському ринку України.

#### Банки,банківські групи, банківські холдингові компанії, банківські спілки та асоціації
Банк — ядро системи, оскільки на підставі банківської ліцензії має виключне право надавати банківські послуги. Банки в Україні створюються у формі публічного акціонерного товариства або кооперативного банку.
Банківська група — група юридичних осіб, які мають спільного контролера, що складається:

з материнського банку та його українських та іноземних дочірніх та/або асоційованих компаній, які є фінансовими установами;

з двох або більше фінансових установ та в якій банківська діяльність є переважною.
Банківська холдингова компанія — фінансова холдингова компанія, в якій переважною діяльністю фінансових установ, що є її дочірніми та асоційованими компаніями, є банківська діяльність.
Асоціація (спілка) банків є договірним об'єднанням банків, створена з метою захисту та представлення інтересів своїх членів.

#### Небанківські установи, які наділені правом надавати окремі види банківських послуг
НБУ ліцензує (окрім, власне, банківської діяльності) валютні операції, видає ліцензії небанківським фінансовим установам, які мають намір стати учасниками платіжних систем, на переказ коштів без відкриття рахунків, сертифікує фахівців з тимчасової адміністрації і реорганізації банків, фахівців з ліквідації банків. Останніх можна вважати окремими складовими системи.

#### Банківська інфраструктура
Банківська інфраструктура — сукупність організацій та установ, що безпосередньо забезпечують функціонування банківської системи. Наприклад, Засвідчувальний центр [Архівовано 30 грудня 2014 у Wayback Machine.] — установа для забезпечення реєстрації, засвідчення чинності відкритих ключів та акредитації центрів сертифікації ключів.
| «До банківської системи не включаються інші фінансово-кредитні установи, що за своїм статусом не є банками […] Включення фінансово-кредитних установ до банківської системи спотворить її сутність»[21] |

## Функції банківської системи України
Виділяють наступні специфічні функції банківської системи України:
а) створення грошей і регулювання грошової маси;
б) трансформаційна функція;
в) стабілізаційна функція.
Функція створення грошей і регулювання грошової маси полягає в тому, що банківська система оперативно змінює масу грошей в обігу, збільшуючи або зменшуючи її відповідно до зміни попиту на гроші. У виконанні цієї функції беруть участь усі ланки банківської системи (НБУ і комерційні банки), і вона стосується всіх напрямів банківської діяльності.
Для банківської системи характерна трансформаційна функція, яка полягає в тому, що банки, мобілізуючи вільні кошти одних суб'єктів господарювання і передаючи їх іншим, мають можливість змінювати (трансформувати) величину й строки грошових капіталів та фінансові ризики.
Банківська система також виконує стабілізаційну функцію, тобто функцію забезпечення сталості банківської діяльності та грошового ринку. Для банківської діяльності характерна висока ризикованість і банки працюють в умовах постійної і підвищеної загрози втрати грошей та банкрутства, тому боротьба з ризиками є важливим завданням не лише окремих банків, а й усієї банківської системи.
Кандидат наук Данило Гетманцев зазначає, що банківська система бере участь у виконанні основних функцій фінансової системи України, зокрема, шляхом:
- забезпечення способів переміщення фінансових ресурсів у часі, через кордони держав та між окремими галузями тощо;
- розробки та забезпечення способів управління ризиками;
- забезпечення механізму об'єднання фінансових ресурсів та їх розподілу між окремими суб'єктами господарювання;
- забезпечення безперебійного функціонування платіжних систем, зокрема, шляхом удосконалення способів клірингу та здійснення розрахунків, що сприяють торгівлі;
- забезпечення насичення ринку ціновою інформацією, що дозволяє координувати децентралізований процес прийняття рішень в окремих галузях економіки[23].

## Основні характеристики банківської системи України
На грудень 2019 у країні функціонували 75 банків, з них:
- банки з іноземним капіталом — 36 (у тому числі 23 — зі 100 % іноземним капіталом);
- державні банки — 6.

Станом на 30 квітня 2019 у стані ліквідації знаходяться 88 банків. До одного банку уведено тимчасову адміністрацію.
Кількість клієнтів банків на 1 січня 2019 р. — 56,7 млн, з яких 54,4 млн — фізичні особи (резиденти і нерезиденти).
Більшість банків є учасниками міжнародних карткових систем та/або платіжної системи ПРОСТІР, у розвитку якої бере активну участь НБУ. Станом на 1 січня 2019 року в обігу перебувало 59,4 млн платіжних карток, емітованих вітчизняними банками, з яких майже 62,2 % (або 36,9 млн) були активними. Станом на 1 березня 2019 року інфраструктура обслуговування карткового бізнесу налічує 36,7 тис. банкоматів (33,6 тис. станом на 1 січня 2016 р.) і 307 тис. банківських POS-терміналів (194 тис. станом на 1 січня 2016 р.). У країні функціюють 43 платіжні систем (у тому числі 9 внутрішньобанківських; 19 міжнародних).
Останнім часом помітно розвивається напрямок електронних грошей. Зокрема, протягом кінця 2018 початку 2019 року серед співробітників НБУ відбулось тестування проекту цифрової валюти — електронної гривні (е-гривня).
Спостерігається стійка тенденція до закриття відділень банків: наприкінці 2015 року кількість відділень сягнула 12 тисяч, а вже у грудні 2017 року працювало лише 9,5 відділень банків. Станом на березень 2019 року мережа банківських установ складається з більш ніж 8400 відділень, більшість з яких належала державним банкам.
За підсумком І півріччя 2016 року доходи банків України знизилися на 56.4 % і становили 88,0 млрд грн, витрати зросли на 18.6 % — до 97,2 млрд грн. Станом на березень 2019 р. загальні активи банків становили 1,89 трлн грн.
Банківська система України має високий рівень сегментації. Щороку в грудні Національний банк України затверджує розподіл банків по групах на наступний рік, в результаті чого структура банківської системи України в розрізі груп банків за активами виглядає так:
|           | Кількість банків | Кількість банків | Кількість банків | Кількість банків | Кількість банків | Активи, млн грн. | Активи, млн грн. | Активи, млн грн. | Активи, млн грн. |
|           | 2011             | 2012             | 2013             | 2014             | 2015             | 2011             | 2012             | 2013             | 2014             |
| --------- | ---------------- | ---------------- | ---------------- | ---------------- | ---------------- | ---------------- | ---------------- | ---------------- | ---------------- |
| І група   | 17               | 17               | 15               | 15               | 16               | 628 785,60       | 705 449,00       |                  |                  |
| ІІ група  | 22               | 19               | 20               | 20               | 19               | 170 328,60       | 155 635,80       |                  |                  |
| ІІІ група | 21               | 22               | 25               | 23               | 33               | 59 806,00        | 81 974,10        |                  |                  |
| IV група  | 115              | 117              | 116              | 122              | 95               | 83 163,70        | 111 213,40       |                  |                  |

У 2016 році застосовувалася нова класифікація:
|                                                                               | 2016 |
| ----------------------------------------------------------------------------- | ---- |
| Банки з державною часткою (в яких держава володіє часткою понад 75 %)         | 7    |
| Банки іноземних банківських груп                                              | 19   |
| Група I (банки, частка активів яких більше 0,5 % активів банківської системи) | 13   |
| Група II (банки, частка активів яких менше 0,5 % активів банківської системи) | 78   |

З 2017 року класифікація діє лише за ознакою форми власності:
|                                                                       | 2017 | 2019 |
| --------------------------------------------------------------------- | ---- | ---- |
| Банки з державною часткою (в яких держава володіє часткою понад 75 %) | 6    | 5    |
| Банки іноземних банківських груп                                      | 25   | 21   |
| Банки з приватним капіталом (не менше ніж 50 % статутного капіталу)   | 63   | 51   |

До початку великої «чистки» банківської системи значне число банківських установ України було орієнтоване на обслуговування окремих бізнес-груп, а самі банки були учасниками формальних чи неформальних бізнес-груп (кептивні банки).
В цілому банківська система України характеризується високим рівнем конкуренції і має потенціал розвитку.

### Системно важливі банки
Системно важливими є банки, діяльність яких впливає на стабільність банківської системи. Системна важливість визначається щорічно на основі таких критеріїв як загальний розмір активів, зобов'язань юридичних та фізичних осіб, системні взаємозв'язки в банківській системі (об'єм міжбанківського кредитування) та об'єм кредитування найважливіших секторів економіки. Методику визначення системно важливих банків було переглянуто в 2019 році через необхідність врахування рекомендацій Європейської банківської організації та визначено 14 системно важливих банків.
Системно важливими в Україні у різні роки визнавалися:
| 2015                          | 2016            | 2018            | 2019                     |
| ----------------------------- | --------------- | --------------- | ------------------------ |
| 1. ПАТ КБ «ПриватБанк»        | 1. ПриватБанк   | 1. ПриватБанк   | 1. ПриватБанк            |
| 2. АТ «Ощадбанк»              | 2. Ощадбанк     | 2. Ощадбанк     | 2. Ощадбанк              |
| 3. АТ «Укрексімбанк»          | 3. Укрексімбанк | 3. Укрексімбанк | 3. Укрексімбанк          |
| 4. АТ «Дельта Банк»           |                 |                 | 4. Укргазбанк            |
| 5. АТ «Райффайзен Банк Аваль» |                 |                 | 5. Альфа-банк            |
| 6. ПАТ «Укрсоцбанк»           |                 |                 | 6. Укрсоцбанк            |
| 7. ПАТ «Промінвестбанк»       |                 |                 | 7. Райффайзен Банк Аваль |
| 8. АТ «Сбербанк Росії»        |                 |                 | 8. ПУМБ                  |
|                               |                 |                 | 9. Укрсиббанк            |
|                               |                 |                 | 10. Таскомбанк           |
|                               |                 |                 | 11. Універсал Банк       |
|                               |                 |                 | 12. Кредобанк            |
|                               |                 |                 | 13. ОТП Банк             |
|                               |                 |                 | 14. Південний            |

| 2020                     | 2021                     |
| ------------------------ | ------------------------ |
| 1. А-Банк                | 1. А-Банк                |
| 2. Альфа-банк            | 2. Альфа-банк            |
| 3. ОТП банк              | 3. ОТП банк              |
| 4. Ощадбанк              | 4. Ощадбанк              |
| 5. Південний             | 5. Південний             |
| 6. ПриватБанк            | 6. ПриватБанк            |
| 7. ПУМБ                  | 7. ПУМБ                  |
| 8. Райффайзен Банк Аваль | 8. Райффайзен Банк Аваль |
| 9. Таскомбанк            | 9. Таскомбанк            |
| 10. Укргазбанк           | 10. Укргазбанк           |
| 11. Укрексімбанк         | 11. Укрексімбанк         |
| 12. Укрсиббанк           | 12. Укрсиббанк           |
| 13. Універсал банк       | 13. Універсал банк       |
| 14. Кредобанк            |                          |

Узагальнену інформацію про системні банки НБУ публікує на окремій сторінці [Архівовано 22 березня 2021 у Wayback Machine.].
Нацбанк також визначає перелік об'єктів критичної інфраструктури у банківській системі України. До них належать банки, стале функціонування яких забезпечує стабільність банківської системи, має суттєве значення для економіки та безпеки держави, функціонування суспільства, та які становлять значний суспільний інтерес. До таких належать банки, включені до переліку системно важливих, та банки, у яких держава прямо чи опосередковано володіє часткою понад 75 % від статутного капіталу.

### Дохідність банківського сектору України
За перші 9 місяців 2020 року прибуток українських банків склав 37,6 мільярда гривень.
Протягом січня — вересня 2021 року банки заробили 51,4 мільярда гривень. У порівняні з 2020 роком прибуток зріс на 37 %.
Чистий прибуток банківського сектору за 2022 рік становив 24,7 млрд грн.
За 10 місяців 2023 року банківською системою було отримано більш як 122 млрд гривень доходу.

### Частка непрацюючих кредитів в українських банках
Частка непрацюючих кредитів в українських банках за 2021 рік впала до 30 %, що є найкращим результатом з 2017 року. Банки за рік скоротили обсяг проблемних кредитів до 30 %. Всього обсяг проблемних кредитів (NPL) зменшився на 85,2 млрд грн, або на 11 в.п. до 30 %.
Зокрема, у банків іноземних банківських груп (без банків РФ) та у банків з приватним капіталом частка NPL скоротилася нижче 10 %. Такий рівень є цільовим для банківського сектору до кінця 2024 року.

### Оподаткування
Відповідно до новітнього законодавства, ставка податку на прибуток за 2023 рік для банків становить 50 %, а в наступні роки — 25 %. За розрахунком Мінфіну це принесе тільки за 2023 рік 24-25 млрд грн., далі 6-7 млрд.

### Міжнародні рейтинги
Рейтинг S&P «Banking Industry Country Risk Assessment» (BICRA) за грудень 2015 відводить банківську галузь України до 10-ї (найризикованішої) групи у світі, поряд з Білоруссю, Єгиптом, Грецією, Ямайкою, Монголією. Фактично, більш насиченою ризиками ніж українська, є лише білоруська банківська система.
За конкретними показниками ризики оцінюються так:
1. Економічна стійкість — Надзвичайно високий
2. Економічні дисбаланси — Дуже високий
3. Кредитний ризик в економіці — Надзвичайно високий
4. Загалом економічний ризик — 10 з 10
5. Інституційні рамки — Дуже високий
6. Конкурентна динаміка — Дуже високий
7. Загальносистемне фінансування — Надзвичайно високий
8. Загалом галузевий ризик — 10 з 10.

Оцінка урядової підтримки банківського сектору України оцінена як англ. Uncertain (мінлива, сумнівна, невизначена, непевна). Станом на травень 2018 року видання The Economist оцінювало банківську систему України як таку, що має високий рівень ризику (70/100 балів, чим вища кількість балів, тим вищий ризик), відзначаючи, однак, поступове зниження ризиковості.
У звіті Global Competitiveness Report Всесвітнього економічного форуму в Давосі за 2018 рік йдеться про те, що за показником надійності українська банківська система займає 135 місце.

## Частка держави у банківському секторі України
Частка держави у банківському секторі на кінець жовтня 2021 склала 46,9 %. Голова Національного банку України Кирило Шевченко повідомив, що очікує на зниження частки ринку державних банків до 25 % до 2025 року.

## Публікації
1. Банки Львова: минуле і сучасне / ред.: Я. В. Грудзевич, З. М. Комаринська; НАН України. Ін-т регіон. дослідж. — Л., 2002. — 223 c. — Бібліогр.: 88 назв.
2. Банківська система країни та її вплив на реальний сектор економіки: монографія / О. І. Воробйова. — Сімферополь: Доля, 2008. — 198, [1] с. : іл., табл. ; 20 см. — Бібліогр.: с. 193—199 (93 назви). — 350 пр. — ISBN 978-966-366-227-5
3. Брітченко І. Г., Момот О. М. Інтегровані банківські послуги та конкурентоспроможність банківської системи // Полтава: РВЦ ПУСКУ. — 2008. — 315 с.
4. Влада. Банки. Бізнес: політекономія взаємодії і розвитку / С. К. Реверчук, О. М. Ковалюк, Л. М. Стрельбицька, М. І. Крупка, О. В. Дзюблюк, І. Р. Михасюк, В. П. Лисий, М. В. Брик, С. М. Злупко, І. О. Бочан; Львів. нац. ун-т ім. І.Франка. — К. : Атіка, 2002. — 320 c.
5. Державне регулювання іноземного банківництва в Україні: монографія / У. В. Владичин ; М-во освіти і науки України, Львів. нац. ун-т ім. І. Франка. — Львів: Вид-во ЛНУ, 2015. — 594 с. : іл. — Бібліогр.: с. 459—504 (596 назв). — ISBN 978-617-10-0214-2
6. Проблеми і перспективи розвитку банківської системи України: збірник тез доповідей XIV Всеукраїнської науково-практичної конференції (27-28 жовтня 2011 р.): у 2 т. / Державний вищий навчальний заклад «Українська академія банківської справи Національного банку України». — Суми: ДВНЗ «УАБС НБУ», 2011
7. Герасимчук З. В., Корецька Н. І. Проблеми територіальної організації банківської системи України
8. Вовчак О. Д. Банківська справа в Україні: стан, проблеми та перспективи розвитку // Фінанси України. — 2003. — № 10. — С. 118—125.
9. Гриценко Р. Структуризація та консолідація банківського сектора України // Вісник Національного банку України. — 2004. — № 4. — С. 4-8.
10. Грудзевич У. Я. Особливості розміщення та діяльності банків у регіонах України // Регіональна економіка. — 2003. — № 3. — С. 127—133.
11. Гуляєва Л. Регіональні аспекти функціонування комерційних банків України // Вісник ТДЕУ. — Тернопіль: Економічна думка. — 2006. — № 1. — С. 36-41.
12. Долішній М., Другов О. Проблеми та перспективи підтримки банками розвитку економіки регіонів // Економіка України. — 2005. — № 9 (526). — С. 4-11.
13. Другов О. Регіональні аспекти функціонування банківської системи України // Вісник Національного банку України. — 2004. — № 10. — С. 42-45.
14. Кіреєв О. І. Банківська система в умовах глобалізації інвестиційної діяльності: проблеми та перспективи // Фінансовий ринок України. — 2004. — № 10(12).
15. Матвієнко П. В. Динаміка розвитку вітчизняної банківської системи // Економіка та держава. — 2007. — № 6. — С. 44-49.
16. Могильницька М. П., Васюта В. О., Побурко Я. О. Ефективність банківської системи регіону: методологія і апробація моніторингу: Препр. наук. доповіді / НАН України. Інститут регіональних досліджень. — Львів, 2005. — 63 с.
17. Патрікац Л., Крохмалюк Д. Проблеми та перспективи розвитку банківської системи України // Вісник Національного банку України. — 2004. — № 1. — С. 38-43.
18. Черноіванова О. М., Козменко А. В., Черноіванова О. Г. Зміцнення банківської системи України в контексті регіоналізації фінансових відносин
19. Гриценко Р. Фінансова привабливість областей України для банківської діяльності
20. Управління ефективністю моніторингу банківської системи України: монографія / В. І. Приймак, С. М. Лобозинська, П. В. Приймак; Львів. нац. ун-т ім. І. Франка. — Львів: Растр-7, 2015. — 401 c. — Бібліогр.: с. 304—331.